# Great Bend (Kansas)
Great Bend – miasto położone w hrabstwie Barton.